# سیارک ۱۸۹۷۹
سیارک ۱۸۹۷۹ (به انگلیسی: 18979 Henryfong، نامگذاری:2000RC2) هجده هزار و نهصد و هفتاد و نهمین سیارک کشف شده‌است که در ۱ سپتامبر ۲۰۰۰ کشف شد.
قدر مطلق سیارک برابر ۱۹٫۵ است.